# Amour, rupture et littérature
Pour plus de détails, voir Fiche technique et Distribution.
Amour, rupture et littérature  (Mr. Write) est un téléfilm dramatique biographique canada réalisé par Rick Bota, diffusé en 2016.

## Synopsis
Le film est tourné à Vancouver au Canada. L'histoire d'une éditrice proche de son mariage. Elle doit faire signer un contrat pour une édition avec un auteur difficile à convaincre.

## Fiche technique
- Titre original : Amour, rupture et littérature
- Titre provisoire : Mr. Write
- Titre français :
- Réalisation : Rick Bota
- Scénario : Matt Marx
- Direction artistique :
- Décors :
- Photographie :
- Montage :
- Musique : Keram Malicki-Sánchez
- Production : Jamie Goehring 
 Kevin Leeson
- Société de production : Lighthouse Pictures
- Société de distribution :
- Pays d'origine :  Canada
- Langue originale : anglais
- Durée : 124 minutes
- Dates de diffusion :
  - États-Unis :

## Distribution
- Charlotte Sullivan : Dori
- Corey Sevier : Michael
- Christie Laing : Pamela
- Colin Lawrence : Tim
- Preston Vanderslice : Philip
- Brittney Wilson : Trudy
- Jill Teed : Risi
- Debs Howard : Rebecca
- Leanne Lapp : Robyn
- Clare Filipow : Valeria
- Lindsay Maxwell : Une femme